# Emmanuelle 5
Série Emmanuelle
Emmanuelle IV
(1984) Emmanuelle 6
(1988)
Pour plus de détails, voir Fiche technique et Distribution.
Emmanuelle 5 est un film français réalisé par Walerian Borowczyk, sorti en 1987.

## Fiche technique
- Titre français : Emmanuelle 5
- Réalisation : Walerian Borowczyk
- Scénario : Walerian Borowczyk et Alex Cunningham
- Musique : Pierre Bachelet et Bernard Levitte
- Production : Alain Siritzky
- Pays de production :  France
- Durée : 1 h 25
- Format : Couleurs
- Genre : érotique
- Date de sortie :
  - France : 7 janvier 1987
- Classification :
  - France : interdit aux moins de 16 ans[1]
  - Royaume-Uni : interdit aux moins de 18 ans[2]

## Distribution
- Monique Gabrielle : Emmanuelle
- Crofton Hardester : Eric
- Dana Burns Westburg : Charles Foster
- Bryan Shane
- Yaseen Khan : Rajid
- Julie Miklas : Linda
- Pamm Vlastas : Suvi